# Фрейндліх Аліса Брунівна
Аліса Брунівна Фрейндліх (рос. Али́са Бру́новна Фре́йндлих; нар. 8 грудня 1934, Ленінград, РРФСР, СРСР) — провідна радянська і російська актриса театру і кіно. Народна артистка СРСР (1981). Лауреат Державної премії РРФСР ім. Станіславського (1976), Державної премії Росії (1995), Премії Тріумф, Кінопремії «Ніка» у номінації «Честь і гідність» та ряду багатьох вітчизняних премій і фестивалів. Академік Російської академії кінематографічних мистецтв «Ніка». 
Занесена до переліку осіб, які створюють загрозу нацбезпеці України. Прихильниця путінського режиму.

## Біографічні відомості
Народилася 8 грудня 1934 року в Ленінграді в родині Народного артиста СРСР Бруно Фрейндліха.
У 1957 році закінчила Ленінградський театральний інститут імені О. М. Островського (нині Російський державний інститут сценічних мистецтв), курс Б. В. Зона.
У 1957—1961 рр. — актриса Академічного драматичного театру імені В. Ф. Коміссаржевської.
У 1961—1983 рр. — провідна актриса Ленінградського театру імені Ленсовєта.
З 1983 р. — актриса Великого драматичного театру ім. Г. О. Товстоногова.
Знімається з 1955 року («Службовий роман» (1977, Калугіна) — Найкраща актриса року за версією журналу «Советский экран», «Сталкер» (1980, дружина сталкера) тощо).
Грала в фільмах українських кіностудій: «Анна і Командор» (1974, Анна), «Д'Артаньян та три мушкетери» (1978, т/ф, королева Анна Австрійська), «Чехарда» (1987, т/ф, 2 а, Маргарита Василівна Кудрявцева).
Записала кілька платівок з літературним контентом, та як вокалістка — платівку з естрадними піснями і з вистав рос. «Поёт Алиса Фрейндлих» на фірмі грамзапису «Мелодія».

### Особисте життя
Тричі виходила заміж:
- за студента-однокурсника Володимира Карасьова (1956—1957);
- за театрального режисера і актора Ігоря Петровича Владимирова, уродженця Катеринослава (нині м. Дніпро) (початок 1960-х років — 1981);
  - дочка Варвара (нар. 1968) — радянська і російська актриса театру і кіно.
- за актора і художника Юрія Солов'я (початок 1980-х років — 1990).

## Громадянська позиція
Підтримує анексію Криму Росією та агресивну політику Володимира Путіна стосовно України. Фігурант бази «Миротворець».

## Фільмографія
- «Незакінчена повість» (1955, епізод)
- «Таланти і шанувальники» (1956, епізод)
- «Безсмертна пісня» (1957, гімназистка)
- «Повість про молодят» (1959, Галя)
- «Смугастий рейс» (1961, буфетниця)
- «Жанна плаче, Жан сміється» (1961, телеспектакль)
- «Ася» (1963, телеспектакль)
- «Мільйон терзаній» (1964, телеспектакль)
- «Фро» (1964, Наташа Букова, дружина сторожа; реж. Р. Есадзе)
- «Пригоди зубного лікаря» (1965, Маша; реж. Е. Климов)
- «Перший відвідувач» (1965, Таня; реж. Л. Квініхідзе)
- «12 стільців» (1966, телеспектакль; Еллочка-людожерка)
- «Таня» (1967, фільм-спектакль)
- «Місто і пісня» (1968, співачка)
- «Темні алеї» (1968, телеспектакль)
- «Місто запалює вогні» (1968, Зіна Пічікова; реж. В. Венгеров)
- «Любити…» (Новела друга) (1968, Аня ; реж. М. Калік)
- «Три розповіді І. Буніна» (1969, новела «Мадрид»)
- «Вальс» (1969, Маруся, домробітниця)
- «Вчора, сьогодні і завжди» (новела «Незвичайний суд») (1969, дружина підсудного)
- «Сімейне щастя» (новела «Від нічого робити») (1969, Анна Семенівна Капітонова, знудьгована пані)
- «Таємниця залізних дверей» (1970, Люся Рижкова, мама Толіка)
- «Моє життя» (1972, Клеопатра, сестра Мисаїла)
- «Приборкання норовливої» (1973, телеспектакль, Катаріна)
- «Мелодії Верійського кварталу» (1973, Аліса Аквамаринська (дружина Іноченцо; реж. Г. Шенгелая)
- «Виконуючий обов'язки» (1973, Євгенія Синеграч, технік-архітектор)
- «Анна і Командор» (1974, Анна; реж. Є. Хринюк, кіностудія імені О. Довженка)
- «Агонія» (1974, Анна Вирубова; реж. Е. Климов)
- «Солом'яний капелюшок» (1974, баронеса де Шампіньї, упорядниця музичного вечора; реж. Л. Квініхідзе)
- «Незвичайна неділя» (1975, телеспектакль, Малюк (в сценах з вистави театру ім. Ленсовєта «Малюк і Карлсон, який живе на даху»)
- «Завжди зі мною…» (1976, Таня Ільїна, дружина Ільїна)
- «Пансіонат на Страндвеген» (1976, телеспектакль, Марія Єнсен)
- «Службовий роман» (1977, Калугіна; реж. Е. Рязанов)
- «Принцеса на горошині» (1977, королева-мати)
- «Д'Артаньян та три мушкетери» (1978, т/ф, королева Анна Австрійська; реж. Г. Юнгвальд-Хількевич, Одеська кіностудія)
- «Старомодна комедія» (1978, Лідія Василівна Жербер)
- «Сталкер» (1979, Дружина; реж. А. Тарковський)
- «Люди і пристрасті» (1979, телеспектакль, Марія-Антуанетта/ старенька/ Єлизавета Англійська/ Акоста/ 1-й співак)
- «Сергій Іванович іде на пенсію» (1980, дочка Сергія Івановича)
- «Три роки» (1980, Поліна Рассудіна, вчителька музики)
- «Дякую за нельотну погоду» (1981)
- «Два голоси» (новела «Ідеалістка») (1981, Катерина, бібліотекар)
- «Небезпечний вік» (1981, Лілія Іванівна Родимцева (науковий працівник, викладач університету); реж. О. Прошкін)
- «П'ятий десяток» (1982, фільм-спектакль, Катерина Олександрівна Йолочкіна, завідувачка бібліотеки; реж. І. Владимиров)
- «Клітка для канарок» (1983, мати Олесі; реж. П. Чухрай)
- «Разом з Дунаєвським» (1984)
- «Успіх» (1984, Зінаїда Миколаївна Арсеньєва, прима обласного театру, репетирує Аркадіну; реж. К. Худяков)
- «Проста смерть...» (1985, дружина Івана Ілліча; реж. О. Кайдановський)
- «Пробач» (1986, Єлизавета Андріївна)
- «БДТ тридцять років по тому» (1986, телеспектакль, Женет Фішер (сцена з вистави «Останній палкий закоханий»)
- «Таємниця Снігової королеви» (1986, Снігова королева)
- «Жорстокий романс» (1986, Харита Гнатівна Огудалова, вдова спадкового дворянина і мати трьох дочок; реж. Р. Есадзе)
- «Чехарда» (1987, т/ф, 2 а, Маргарита Василівна Кудрявцева, акомпаніатор і другий диригент; кіностудія імені О. Довженка)
- «Будні і свята Серафими Глюкиної» (1988, Серафима Глюкина)
- «Останній палкий закоханий» (1989, телеспектакль, Елейн Мацоні\ Боббі Мітчел\ Женет Фішер)
- «Мушкетери двадцять років по тому» (1992, королева Анна Австрійська; реж. Г. Юнгвальд-Хількевич)
- «Таємниця королеви Анни, або Мушкетери тридцять років по тому» (1993, королева Анна Австрійська; реж. Г. Юнгвальд-Хількевич)
- «Полювання» (1994)
- «Підмосковні вечори» (1994, Ірина Дмитрівна; реж. В. Тодоровський)
- «Жіноча логіка» (2003—2006, т/с, Ольга Петрівна Туманова)
- «Оскар і Рожева Пані» (2004, моноспектакль)
- «На Верхній Масловці» (2004, Анна Борисівна; реж. К. Худяков)
- «Повернення мушкетерів, або Скарби кардинала Мазаріні» (2007, королева Анна Австрійська; реж. Г. Юнгвальд-Хількевич)
- «Дванадцята ніч, або Як побажаєте» (2007, телеспектакль, Фесте)
- «Каліфорнійська сюїта» (2007, телеспектакль, Ханна Уоррен/ Діана Ніколс/ Міллі Майклз)
- «Півтори кімнати, або Сентиментальна подорож на батьківщину» (2008, мати Бродського; реж. А. Хржановський)
- «Васильєвський острів» (2008, Анна Гнатівна)
- «Марево» (2008, Пульхерія Іванівна Товстогубіха; реж. К. Худяков)
- «Дядечків сон» (2011, телеспектакль, Марія Олександрівна Москальова)
- «Лінія Марти» (2014, т/ф, Марія Михайлівна)
- «Короп відморожений» (2017, Людмила Борисівна Баранова, подруга Олени Михайлівни; реж. В. Котт))
- «Бульварне кільце» (2014, Есфір Михайлівна Шапіро)
- «Большой» (2017, Галина Михайлівна Бєлєцька; реж. В. Тодоровський) та ін.

Озвучування, вокал:
- «Роки любові» (1957, Росиця — роль Р. Симеонової)
- «Три товстуни» (1966, Суок (деякі епізоди) — роль Ліни Бракніте)
- «Його звали Роберт» (1967, виконання пісні за кадром)
- «Великі холоди» (1969, мультфільм, всі ролі)
- «Поїзд пам'яті» (1975, виконання пісні)
- «Блакитне щеня» (1976, мультфільм; щеня, вокал)
- «Службовий роман» (1977, вокал)
- * «Старомодна комедія» (1978, виконання пісні)
- «Комедія помилок» (1978, Ліз, куртизанка — роль Софіко Чіаурелі)
- «Молодший науковий співробітник» (1978, к/м, виконання пісні за кадром на вірші О. Блока «І знову — пориви юних років…»
- «Розлучені» (1980, мультфільм, виконання пісні)

## Нагороди, премії та звання
- Заслужена артистка РРФСР (1965)
- Народна артистка РРФСР (1971)
- Державна премія РРФСР імені К. С. Станіславського (1976)
- Народна артистка СРСР (1981)
- Орден Трудового Червоного Прапора (1986)
- Нагорода міжнародного драматичного товариства «За внесок в розвиток драматичного мистецтва, що долає міжнародні бар'єри» (1989)
- Орден Дружби (17 грудня 1994) — «За заслуги перед народом, пов'язані з розвитком російської державності, досягненнями в праці, науці, культурі, мистецтві, зміцненням дружби і співпраці між народами»
- Премія «Ніка» — за найкращу жіночу роль другого плану (фільм «Підмосковні вечори», реж. Валерій Тодоровський, 1995)
- Премія «Золотий софіт» за найкращу жіночу роль (спектакль «Макбет», 1995)
- Державна премія Російської Федерації в області літератури і мистецтва 1995 року (1996) — «за видатне виконання ролей класичного репертуару»
- Премія Уряду Санкт-Петербурга і області «За унікальний внесок в культуру Санкт-Петербурга» (1997)
- Звання «Жива легенда» (П'ята міська премія в галузі культури «Люди нашого міста», 2000)
- Премія «Кумир» (2000)
- Премія імені О. К. Толстого «Срібна ліра» (2000)
- Царськосільска мистецька премія (2000)
- Театральна премія «Золота маска» в номінації «За честь і гідність» (2001)
- Премія «Тріумф» (2001)
- Почесний громадянин Санкт-Петербурга (2001)
- Медаль «У пам'ять 300-річчя Санкт-Петербурга»
- Державна премія Російської Федерації в області літератури і мистецтва 2000 року (2001) — «за спектакль Російського державного академічного Великого драматичного театру імені Г. О. Товстоногова „Аркадія“ за п'єсою Т. Стоппарда»
- Міжнародна премія «Наш сучасник» (Фонд «Міжнародний дім „Кіно плюс“», 2002)
- Звання «Сонячна актриса» (Неофіційна премія шанувальників, 2002)
- РКФ «Література і кіно» в Гатчині (Приз губернатора Ленінградської області Валерія Сердюкова «За видатний внесок у розвиток театрального мистецтва і кінематографії Росії», 2003)
- Міжнародна премія К. С. Станіславського за внесок у розвиток акторського мистецтва (2004)
- Премія газети «Московський комсомолець» (сезон 2004—2005 рр. ПЕРША ЛЕДІ (за виставу «Оскар і Рожева Пані»)
- Орден «За заслуги перед Вітчизною» IV ступеня (13 лютого 2004 року) — «За великий внесок у розвиток вітчизняного театрального мистецтва»
- Премія «Петрополь» за унікальну акторську роботу (спектакль «Оскар і Рожева Пані», 2005)
- Премія «Золотий софіт» (спеціальна премія «Актор року», 2005)
- Премія МКФ православного кіно «Золотий витязь» за видатний внесок у театральне мистецтво (2005)
- Національна премія громадського визнання досягнень жінок «Олімпія» Російської Академії бізнесу та підприємництва (2005)
- Приз КФ «Амурська осінь» в Благовєщенську (за найкращу жіночу роль, фільм «На Верхній Масловці», 2005)
- Визнана символом вітчизняного кіно (2005)
- Премія «Ніка» — за найкращу жіночу роль (фільм «На Верхній Масловці», реж. Костянтин Худяков, 2006)
- Театральна премія «Золота маска» за найкращу жіночу роль («Оскар і Рожева Пані», Театр ім. Ленсовєта) (2006)
- Премія «Золотий софіт» за майстерність і досконалість (спектакль «Квартет», 2006)
- Приз «Визнання» на честь 30-річчя фільму «Службовий роман» КФ «Віват кіно Росії!» в Санкт-Петербурзі («За створення видатних образів в кінематографі», 2007)
- Орден Святої Катерини II ступеня (за виставу «Оскар і Рожева Пані», 2007)
- Державна премія Російської Федерації за 2007 рік (2008) — «За створення художніх образів, що стали класикою вітчизняного театрального мистецтва і кіномистецтва»
- Міжнародна премія святого апостола Андрія Первозваного «За Віру і Вірність» (XVI церемонія вручення авторитетної громадської нагороди, 2008): «За яскравий талант і вірність кращим традиціям російського драматичного мистецтва»
- Приз «Срібна тура» фестивалю «Вікно в Європу» у Виборзі за найкращу жіночу роль (фільм «Півтори кімнати, або Сентиментальна подорож на батьківщину», 2009)
- Орден «За заслуги перед Вітчизною» III ступеня (5 лютого 2009) — «За великий внесок у розвиток вітчизняного театрального мистецтва і багаторічну плідну діяльність»
- РКФ «Література і кіно» в Гатчині (Приз за найкращу жіночу роль, фільм «Півтори кімнати, або Сентиментальна подорож на батьківщину», 2010)
- Пам'ятна медаль «150-річчя А. П. Чехова» (2010)
- Почесна грамота Президента Російської Федерації (8 грудня 2010) — «За великий внесок у розвиток вітчизняного театрального і кінематографічного мистецтва»
- Премія Уряду Російської Федерації в галузі культури за 2010 рік (фільм «Півтори кімнати, або Сентиментальна подорож на батьківщину»)
- Премія «Золотий софіт» (Спеціальна премія «За творче довголіття і унікальний внесок в театральну культуру Санкт-Петербурга», 2011)
- Почесна грамота Міністерства культури Російської Федерації (2013)
- Премія «Зірка театрала» в номінації «Легенда сцени» (2013)
- Премія «Золотий софіт» в номінації «Найкраща жіноча роль» (спектакль «Хвилювання» І. Вирипаєва, 2014)
- Орден Пошани (25 вересня 2014 року) — «За великий внесок у розвиток вітчизняної культури і мистецтва, багаторічну творчу діяльність»
- Премія імені А. А. Тарковського «За внесок у кінематограф» (2015)
- Премія «Ніка» — «За честь і гідність» імені Е. О. Рязанова (2016)
- Премія «Білий слон» за найкращу жіночу роль другого плану (фільм «Большой» 2017)
- Премія «Золотий орел» за найкращу жіночу роль другого плану (фільм «Короп відморожений», 2018)
- Премія Уряду Петербурга в галузі культури і мистецтва (2018)
- Премія «Ніка» «За найкращу жіночу роль другого плану» (фільм «Большой», 2018)
- Орден «За заслуги перед Вітчизною» II ступеня (28 жовтня 2019) — «За видатні заслуги в розвитку вітчизняної культури і мистецтва, багаторічну плідну діяльність»
- Почесний знак за заслуги перед Санкт-Петербургом (03.03.2019 на святкуванні 100-річчя БДТ)
- Почесний член Російської академії мистецтв
- Академік Російської академії кінематографічних мистецтв «Ніка»